# Gong (Ruders)
Gong is een compositie van de Deen Poul Ruders. 

## Geschiedenis
Alhoewel het werk de naam draagt van het muziekinstrument gong is dat niet het onderwerp van dit werk voor groot symfonieorkest. Ruders schreef dit werk met de Zon in gedachten. Het motto van Gong luidt: Blinded by the light-the secret life of the Sun, naar John Gribbin. De verhalen rond de verhouding Gong werden als volgt weergegeven:
- de gong en zon hebben dezelfde vorm;
- de o uit gong heeft de vorm van een zon;
- GONG staat voor Global Oscillations Network Group, een onderzoeksgroep naar het binnenste van de zon.

Later kwam daarbij dat de zon oscilleert als een gong.
Het werk is geschreven op verzoek van het Deens Radio Symfonieorkest en Leif Segerstam om hen te begeleiden tijdens een tournee door Europa en de Verenigde Staten. Vlak nadat Ruders aan het werk was begonnen overleed Olivier Messiaen, door Ruders als gezien als een lichtgevende – en toen ook gedoofde – zon.
Gong zou worden opgenomen in de Zontrilogie samen met Zenith (dat al snel volgde) en Corona.

## Muziek
Gong is een eendelig werk dat door vijf aanwijzingen gespeeld wordt: Throbbing-dancing-pulsating-pounding-blinding. Het begint met een aantal crescendo's, die het ontstaan van de zon weergeven. Eenmaal daar kent de zon geen rust meer. Hij is constant in beweging, slingert stoffen en straling de ruimte in, maar absorbeert tegelijkertijd wat er in zijn omgeving komt. Het is dan ook (muzikaal) een komen een gaan van zeer fragmentarische stukken klank. Een melodie is niet te ontdekken, ook een vast ritme is er niet. Bij minuut 8 komt de zon even tot rust in een lang aangehouden akkoord, maar het is van korte duur of de onrust begint weer. Na 17 minuten is het dan gedaan met de compositie en de zon, ze dooft uit. Dit blijkt niet het werkelijke einde, vanuit het niets volgt nog een daverend crescendo om vervolgens binnen een seconde ineen te storten. Een rafelig slot op de gong tekent het einde van de zon, die nu een witte dwerg is geworden. 

### Orkestratie
- 3 dwarsfluiten,  3 hobo's, 3 klarinetten, 3 fagotten
- 4 hoorns, 3 trompetten, 3 trombones, 1 tuba
- 5  man/vrouw percussie, elektrische  piano, celesta
- violen, altviolen, celli, contrabassen

## Discografie
- Uitgave Chandos: Leif Segerstam met het Deens Radio Symfonieorkest (11 en 12 januari 1993)
- Uitgave Dacapo: Michael Schwønstadt met het Odense Symfoniorkester